# Liga dos Campeões Árabes de 2023
A Liga dos Campeões Árabes de 2023, oficialmente chamada de Copa King Salman Club de 2023 (em árabe: كأس الملك سلمان للأندية 2023; em homenagem ao rei Salman, da Arábia Saudita) foi a 30ª edição do torneio de clubes de futebol do mundo árabe organizado pela UAFA.
Um total de 37 equipes participarão do torneio, que começará com uma fase preliminar antes do torneio final ser realizado na Arábia Saudita no verão de 2023 em três cidades: Abha, Al Bahah e Taif. No total, foram distribuídos US$ 10 milhões em prêmios.
O Al Nassr conquistou seu título inédito sobre o Al-Hilal por 2 a 1. Michael abriu o placar para os Blues Waves aos 51 minutos, enquanto os Knights of Najd empatou aos 74 minutos e virou na prorrogação aos 98 minutos com os dois gols de Cristiano Ronaldo.

## Calendário
| Fase                 | Rodada           | Data do sorteio    | Ida                              | Volta                             | Anfitrião            |
| -------------------- | ---------------- | ------------------ | -------------------------------- | --------------------------------- | -------------------- |
| Fase Preliminar      | Primeira rodada  | Sem sorteio        | 2 de março de 2023               | 2 de março de 2023                | Arábia Saudita       |
| Fase Preliminar      | Play-off         | Sem sorteio        | 5 de março de 2023               | 5 de março de 2023                | Arábia Saudita       |
| Fase de qualificação | Primeira rodada  | 6 de março de 2023 | 13 de março – 7 de abril de 2023 | 21 de março – 16 de abril de 2023 | Partidas ida e volta |
| Fase de qualificação | Segunda rodada   | 6 de março de 2023 | 8 – 24 de maio de 2023           | 11 de maio – 7 de junho de 2023   | Partidas ida e volta |
| Fase de grupos       | Rodada 1         | 6 de março de 2023 | 20 de julho de 2023              | 20 de julho de 2023               | Arábia Saudita       |
| Fase de grupos       | Rodada 2         | 6 de março de 2023 | Julho de 2023                    | Julho de 2023                     | Arábia Saudita       |
| Fase de grupos       | Rodada 3         | 6 de março de 2023 | Julho de 2023                    | Julho de 2023                     | Arábia Saudita       |
| Fase final           | Quartas de final | 6 de março de 2023 | Julho de 2023                    | Julho de 2023                     | Arábia Saudita       |
| Fase final           | Semifinais       | 6 de março de 2023 | Agosto de 2023                   | Agosto de 2023                    | Arábia Saudita       |
| Fase final           | Final            | 6 de março de 2023 | 5 de agosto de 2023              | 5 de agosto de 2023               | Arábia Saudita       |

## Equipes participantes
Os rótulos entre parênteses mostram a posição de cada equipe em relação à tabela da liga nacional da última temporada.
| Fase de entrada      | Fase de entrada      | Equipes                | Equipes                 | Equipes               | Equipes               |  |  |
| -------------------- | -------------------- | ---------------------- | ----------------------- | --------------------- | --------------------- |  |  |
| Fase de grupos       | Fase de grupos       | Raja Casablanca (2º)   | Al-Ittihad (2º)         | Al-Nassr (3º)         | CR Belouizdad (1º)    |  |  |
| Fase de grupos       | Fase de grupos       | Zamalek (1º)           | Al-Shorta (1º)          | Wydad Casablanca (1º) | Al-Sadd (1º)          |  |  |
| Fase de grupos       | Fase de grupos       | Al-Hilal (1º)          | Espérance de Tunis (1º) |                       |                       |  |  |
|                      |                      |                        |                         |                       |                       |  |  |
| Fase de qualificação | Fase de qualificação | JS Saoura (3º)         | Manama Club (2º)        | Al-Muharraq (4º)      | Tala'ea El-Gaish (4º) |  |  |
| Fase de qualificação | Fase de qualificação | Al Quwa Al Jawiya (2º) | Shabab Al-Ordon (4º)    | Kuwait SC (1º)        | Bourj FC (3º)         |  |  |
| Fase de qualificação | Fase de qualificação | Al-Ittihad (1º)        | Al Ahly Tripoli (2º)    | FC Nouadhibou (1º)    | FAR Rabat (3º)        |  |  |
| Fase de qualificação | Fase de qualificação | Al-Seeb (1º)           | Al-Nahda (2º)           | Shabab Al-Khalil (1º) | Qatar SC (9º)         |  |  |
| Fase de qualificação | Fase de qualificação | Al-Shabab (4º)         | Al-Hilal (1º)           | Al-Merreikh (2º)      | Tishreen (1º)         |  |  |
| Fase de qualificação | Fase de qualificação | US Monastir (2º)       | CS Sfaxien (3º)         | Al-Wahda (3º)         |                       |  |  |
|                      |                      |                        |                         |                       |                       |  |  |
| Fase preliminar      | Fase preliminar      | Volcan Club (1º)       | Arta/Solar 7 (1º)       | Horseed FC (1º)       | Fahman (1º)           |  |  |

## Fase preliminar
Esta fase foi jogada por 4 times em um formato de mata-mata com jogo único. Ao final da fase, apenas um time avançou para a fase de qualificação.
|  | Semifinais   | Semifinais   | Semifinais |        |              | Final        | Final | Final |  |
|  |              |              |            |        |              |              |       |       |  |
|  | Arta/Solar 7 | Arta/Solar 7 | 2          |        |              |              |       |       |  |
|  | Arta/Solar 7 | Arta/Solar 7 | 2          |        |              |              |       |       |  |
|  | Volcan Club  | Volcan Club  | 0          |        |              |              |       |       |  |
|  | Volcan Club  | Volcan Club  | 0          |        | Arta/Solar 7 | Arta/Solar 7 | 1     |       |  |
|  |              |              |            |        | Arta/Solar 7 | Arta/Solar 7 | 1     |       |  |
|  |              |              | Fahman     | Fahman | 2            |              |       |       |  |
|  | Fahman       | Fahman       | Fahman     | Fahman | 2            | 3            |       |       |  |
|  | Fahman       | Fahman       |            |        |              |              |       |       |  |
|  | Horseed FC   | Horseed FC   | 0          |        |              |              |       |       |  |

## Fase de qualificação
24 times foram sorteados em um duelos de ida e volta. 23 deles entraram diretamente nesta fase, mais 1 time proveniente da fase anterior. Após as duas fases qualificatórias 6 times irão avançar para a fase de grupos da competição.

### Primeira rodada qualificatória
| Equipe 1          | Total       | Equipe 2         | 1º Jogo | 2º Jogo |
| ----------------- | ----------- | ---------------- | ------- | ------- |
| FAR Rabat         | 5 – 4       | Al-Ittihad       | 4 – 1   | 1 – 3   |
| Bourj FC          | 0 – 4       | Al-Wahda         | 0 – 3   | 0 – 1   |
| Al-Merreikh       | 2 – 2       | Tishreen         | 2 – 1   | 0 – 1   |
| Al Quwa Al Jawiya | 0 – 4       | Al-Shabab        | 0 – 3   | 0 – 1   |
| Al-Hilal          | 4 – 2       | Manama Club      | 3 – 0   | 1 – 2   |
| CS Sfaxien        | 1 – 1 (g)   | Qatar SC         | 0 – 0   | 1 – 1   |
| Tala'ea El-Gaish  | 2 – 3       | Al Ahly Tripoli  | 1 – 2   | 1 – 1   |
| Al-Nahda          | 5 – 0       | Shabab Al-Khalil | 2 – 0   | 3 – 0   |
| Fahman            | 0 – 6       | US Monastir      | 0 – 4   | 0 – 2   |
| Al-Muharraq       | 2–2 (5–4 p) | Al-Seeb          | 2 – 0   | 0 – 2   |
| FC Nouadhibou     | 4 – 2       | Shabab Al-Ordon  | 4 – 1   | 0 – 1   |
| Kuwait SC         | 2 – 1       | JS Saoura        | 1 – 0   | 1 – 1   |

### Segunda rodada qualificatória
| Equipe 1        | Total | Equipe 2    | 1º Jogo | 2º Jogo |
| --------------- | ----- | ----------- | ------- | ------- |
| FAR Rabat       | 0 – 3 | Al-Wahda    | 0 – 0   | 0 – 3   |
| Tishreen        | 2 – 4 | Al-Shabab   | 1 – 1   | 1 – 3   |
| Al-Hilal        | 1 – 2 | CS Sfaxien  | 1 – 0   | 0 – 2   |
| Al Ahly Tripoli | 4 – 2 | Al-Nahda    | 4 – 2   | 0 – 0   |
| Al-Muharraq     | 0 – 3 | US Monastir | 0 – 2   | 0 – 1   |
| FC Nouadhibou   | 1 – 3 | Kuwait SC   | 1 – 2   | 0 – 1   |

## Fase de grupos
16 times foram sorteados em quatro grupos com quatro times cada. 10 desses times entraram diretamente na fase de grupos, enquanto que os 6 times restantes foram provenientes da Fase de qualificação. Os vencedores e os vices de cada grupo dessa fase irão avançar para a Fase final da competição.

### Equipes classificadas
| Times que entrarão diretamente nesta fase | Times provenientes da fase de qualificação                                      |
| --- | ------------------------------------------------------------------------------- |
| - CR Belouizdad - Zamalek - Al-Shorta - Raja Casablanca - Wydad Casablanca - Al-Sadd - Al-Hilal - Al-Nassr - Al-Ittihad - Espérance de Tunis | - Al-Wahda - Al-Shabab - CS Sfaxien - Al Ahly Tripoli - US Monastir - Kuwait SC |

### Sorteio
Os 16 seguintes times foram divididos em quatro potes de acordo com o ranking de suas associações de futebol FIFA.
| Pote 1                                                              | Pote 2                                             | Pote 3                                       | Pote 4                                                   |
| ------------------------------------------------------------------- | -------------------------------------------------- | -------------------------------------------- | -------------------------------------------------------- |
| - Zamalek - Raja Casablanca - Wydad Casablanca - Espérance de Tunis | - CR Belouizdad - Al-Hilal - Al-Nassr - Al-Ittihad | - Al-Shorta - Al-Sadd - Al-Wahda - Al-Shabab | - CS Sfaxien - Al Ahly Tripoli - US Monastir - Kuwait SC |

### Desempates
As equipes foram classificadas por pontos (3 pontos por vitória, 1 ponto por empate, 0 pontos por derrota). Em caso de empate em pontos, os critérios de desempate foram aplicados na seguinte ordem (Regulamento IV. 8):
1. Diferença de golos em todos os jogos do grupo;
2. Golos marcados em todos os jogos do grupo;
3. Pontos em confrontos diretos entre equipes empatadas;
4. Diferença de gols em confrontos diretos entre equipes empatadas;
5. Gols marcados em confrontos diretos entre equipes empatadas;
6. Pontos de fair play em todas as partidas do grupo (apenas uma dedução pode ser aplicada a um jogador em uma única partida):
  - Cartão amarelo: −1 ponto;
  - Cartão vermelho indireto (segundo cartão amarelo): −3 pontos;
  - Cartão vermelho direto: −4 pontos;
  - Cartão amarelo e cartão vermelho direto: −5 pontos;
7. Tiragem de lotes.

### Grupo A
| Pos | Equipe             | Pts | J | V | E | D | GP | GC | SG | Classificado |   | ITT | SHO | ESP | CSS |
| --- | ------------------ | --- | - | - | - | - | -- | -- | -- | ------------ | - | --- | --- | --- | --- |
| 1   | Al-Ittihad         | 9   | 3 | 3 | 0 | 0 | 5  | 2  | +3 | Fase final   |   | —   | —   | —   | 1–0 |
| 2   | Al-Shorta          | 4   | 3 | 1 | 1 | 1 | 2  | 2  | 0  | Fase final   |   | 1–2 | —   | 0–0 | —   |
| 3   | Espérance de Tunis | 2   | 3 | 0 | 2 | 1 | 1  | 2  | −1 |              |   | 1–2 | —   | —   | 0–0 |
| 4   | CS Sfaxien         | 1   | 3 | 0 | 1 | 2 | 0  | 2  | −2 |              | — | 0–1 | —   | —   |     |

### Grupo B
| Pos | Equipe           | Pts | J | V | E | D | GP | GC | SG | Classificado |   | SAD | HIL | WYD | AAT |
| --- | ---------------- | --- | - | - | - | - | -- | -- | -- | ------------ | - | --- | --- | --- | --- |
| 1   | Al-Sadd          | 7   | 3 | 2 | 1 | 0 | 4  | 2  | +2 | Fase final   |   | —   | —   | 0–0 | 1–0 |
| 2   | Al-Hilal         | 4   | 3 | 1 | 1 | 1 | 4  | 4  | 0  | Fase final   |   | 2–3 | —   | 2–1 | —   |
| 3   | Wydad Casablanca | 2   | 3 | 0 | 2 | 1 | 2  | 3  | −1 |              |   | —   | —   | —   | 1–1 |
| 4   | Al Ahly Tripoli  | 2   | 3 | 0 | 2 | 1 | 1  | 2  | −1 |              | — | 0–0 | —   | —   |     |

### Grupo C
| Pos | Equipe      | Pts | J | V | E | D | GP | GC | SG | Classificado |   | SHA | NAS | ZAM | USM |
| --- | ----------- | --- | - | - | - | - | -- | -- | -- | ------------ | - | --- | --- | --- | --- |
| 1   | Al-Shabab   | 7   | 3 | 2 | 1 | 0 | 2  | 0  | +2 | Fase final   |   | —   | —   | 1–0 | 1–0 |
| 2   | Al-Nassr    | 5   | 3 | 1 | 2 | 0 | 5  | 2  | +3 | Fase final   |   | 0–0 | —   | —   | —   |
| 3   | Zamalek     | 4   | 3 | 1 | 1 | 1 | 5  | 2  | +3 |              |   | —   | 1–1 | —   | 4–0 |
| 4   | US Monastir | 0   | 3 | 0 | 0 | 3 | 1  | 9  | −8 |              | — | 1–4 | —   | —   |     |

### Grupo D
| Pos | Equipe          | Pts | J | V | E | D | GP | GC | SG | Classificado |   | RAJ | WAH | BEL | KUW |
| --- | --------------- | --- | - | - | - | - | -- | -- | -- | ------------ | - | --- | --- | --- | --- |
| 1   | Raja Casablanca | 9   | 3 | 3 | 0 | 0 | 5  | 1  | +4 | Fase final   |   | —   | —   | —   | 2–0 |
| 2   | Al-Wahda        | 6   | 3 | 2 | 0 | 1 | 4  | 3  | +1 | Fase final   |   | 0–1 | —   | 2–1 | —   |
| 3   | CR Belouizdad   | 1   | 3 | 0 | 1 | 2 | 3  | 5  | −2 |              |   | 1–2 | —   | —   | 1–1 |
| 4   | Kuwait SC       | 1   | 3 | 0 | 1 | 2 | 2  | 5  | −3 |              | — | 1–2 | —   | —   |     |

## Fase final

### Equipes classificadas
A fase eliminatória envolveu as 8 equipes que se classificaram como vencedoras e vice-campeãs de cada um dos oito grupos da fase de grupos. As quartas-de-final foram seguidas pelas semifinais, e a final foi disputada no formato de mata-mata em uma mão. Em caso de empate após os 90 minutos, a prorrogação seria disputada apenas na final.
| Grupo | Líderes de grupo | Vice-líderes de grupo |
| ----- | ---------------- | --------------------- |
| A     | Al-Ittihad       | Al-Shorta             |
| B     | Al-Sadd          | Al-Hilal              |
| C     | Al-Shabab        | Al-Nassr              |
| D     | Raja CA          | Al-Wahda              |

### Esquema
|  | Quartas de final    | Quartas de final   |                      |       | Semifinais | Semifinais |  |  | Final | Final |
|  |                     |                    |                      |       |            |            |  |  |       |       |
|  | 5 de agosto – Taife |                    |                      |       |            |            |  |  |       |       |
|  |                     |                    |                      |       |            |            |  |  |       |       |
|  | Al-Ittihad          | 1                  |                      |       |            |            |  |  |       |       |
|  | Al-Ittihad          | 1                  | 9 de agosto – Taife  |       |            |            |  |  |       |       |
|  | Al-Hilal            | 3                  |                      |       |            |            |  |  |       |       |
|  | Al-Hilal            | 3                  | Al-Hilal             | 3     |            |            |  |  |       |       |
|  | 6 de agosto – Taife |                    | Al-Hilal             | 3     |            |            |  |  |       |       |
|  |                     | Al-Shabab          | 1                    |       |            |            |  |  |       |       |
|  | Al-Shabab           | Al-Shabab          | 1                    | 0 (5) |            |            |  |  |       |       |
|  | Al-Shabab           |                    | 12 de agosto – Taife | 0 (5) |            |            |  |  |       |       |
|  | Al-Wahda            | 0 (4)              |                      |       |            |            |  |  |       |       |
|  | Al-Wahda            | 0 (4)              | Al-Hilal             | 1     |            |            |  |  |       |       |
|  | 5 de agosto – Abha  |                    | Al-Hilal             | 1     |            |            |  |  |       |       |
|  |                     | Al-Nassr           | 2                    |       |            |            |  |  |       |       |
|  | Al-Sadd             | Al-Nassr           | 2                    | 2     |            |            |  |  |       |       |
|  | Al-Sadd             | 9 de agosto – Abha |                      | 2     |            |            |  |  |       |       |
|  | Al-Shorta           | 4                  |                      |       |            |            |  |  |       |       |
|  | Al-Shorta           | 4                  | Al-Shorta            | 0     |            |            |  |  |       |       |
|  | 6 de agosto – Abha  |                    | Al-Shorta            | 0     |            |            |  |  |       |       |
|  |                     | Al-Nassr           | 1                    |       |            |            |  |  |       |       |
|  | Raja Casablanca     | Al-Nassr           | 1                    | 1     |            |            |  |  |       |       |
|  | Raja Casablanca     |                    |                      | 1     |            |            |  |  |       |       |
|  | Al-Nassr            | 3                  |                      |       |            |            |  |  |       |       |
|  | Al-Nassr            | 3                  |                      |       |            |            |  |  |       |       |

### Final
A final foi disputada em 12 de agosto de 2023 no King Fahd Stadium, em Taife.
| 12 de agosto de 2023 | Al-Hilal    | 1 – 2 | Al-Nassr        | King Fahd Stadium, Taife           |
| 16:00                | Michael 51' |       | Ronaldo 74' 97' | Árbitro: Redouane Jiyed (Marrocos) |

## Premiação
| Liga dos Campeões Árabes de 2023 |
| Arábia Saudita                   |
| -------------------------------- |
| Al-Nassr Campeão (1.º título)    |

## Estatísticas

### Artilharia
| Pos. | Jogador                 | Equipe     | Gols |
| ---- | ----------------------- | ---------- | ---- |
| 1    | Cristiano Ronaldo       | Al-Nassr   | 6    |
| 2    | Karim Benzema           | Al-Ittihad | 3    |
| 3    | Salem Al-Dawsari        | Al-Hilal   | 2    |
| 3    | Malcom                  | Al-Hilal   | 2    |
| 3    | Sergej Milinković-Savić | Al-Hilal   | 2    |
| 3    | Aso Rostam              | Al-Shorta  | 2    |
| 3    | Éver Banega             | Al-Shabab  | 2    |
| 3    | Akram Afif              | Al-Sadd    | 2    |
| 3    | Sayed Abdallah          | Zamalek    | 2    |
| 3    | Ahmed Sayed Zizo        | Zamalek    | 2    |

### Assistências
| Pos. | Jogador           | Equipe     | Assistências |
| ---- | ----------------- | ---------- | ------------ |
| 1    | Rúben Neves       | Al-Hilal   | 3            |
| 2    | Anderson Talisca  | Al-Nassr   | 2            |
| 2    | Sultan Al-Ghannam | Al-Nassr   | 2            |
| 2    | Igor Coronado     | Al-Ittihad | 2            |
| 2    | Saud Abdulhamid   | Al-Hilal   | 2            |
| 2    | Baghdad Bounedjah | Al-Sadd    | 2            |